# Rhaphiptera triangulifera
Rhaphiptera triangulifera là một loài bọ cánh cứng trong họ Cerambycidae.